# 阿爾馬 (喬治亞州)
阿爾馬（英語：Alma）是一個位於美國喬治亞州培根縣的城市。根據2010年美國人口普查，該地人口為3466人，而該地的面積約為16.10平方千米。同時該地也是培根縣的縣治。

## 地理
阿爾馬的座標為31°32′30″N 82°28′00″W / 31.54167°N 82.46667°W，而該地的平均海拔高度為61米（即200英尺）。